# Rally di Catalogna 2000
Il Rally di Catalogna 2000, ufficialmente denominato 36º Rallye Catalunya - Costa Brava, è stata la quinta prova del campionato del mondo rally 2000 nonché la trentaseiesima edizione del Rally di Catalogna e l'undicesima con valenza mondiale. 

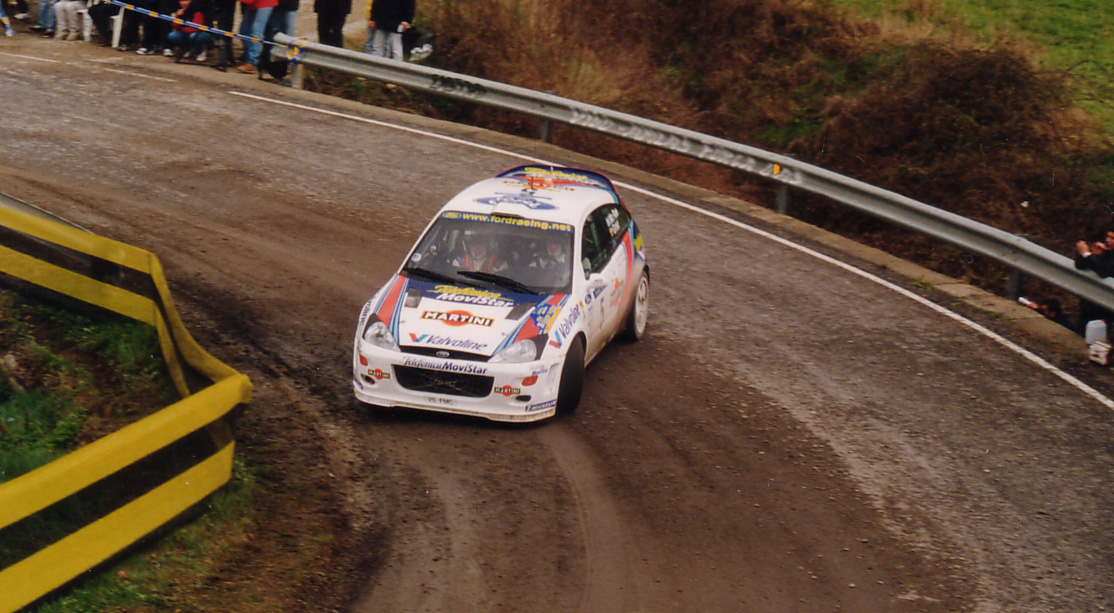
Colin McRae e Nicky Grist, vincitori del Rally di Catalogna 2000, durante una prova speciale

La manifestazione si è svolta dal 31 marzo al 2 aprile sugli asfalti della Costa Brava, in Catalogna, con base a Lloret de Mar; nella prima e nella terza giornata si gareggiò nella provincia di Girona mentre per la seconda i concorrenti si spostarono verso sud, nei territori attorno alla città di Tarragona.
L'evento è stato vinto dal britannico Colin McRae, navigato dal connazionale Nicky Grist, al volante di una Ford Focus WRC 00 della squadra Ford Martini, davanti all'altra coppia britannica formata da Richard Burns e Robert Reid su Subaru Impreza WRC del Subaru World Rally Team e a quella spagnola composta da Carlos Sainz e Luis Moya, compagni di squadra dei vincitori.
I tedeschi Uwe Nittel e Detlef Ruf, su Mitsubishi Carisma GT Evo VI, hanno invece conquistato la vittoria nella categoria PWRC, mentre il saudita Abdullah Bakhashab e il britannico Bobby Willis si sono aggiudicati la classifica della Coppa FIA Squadre alla guida di una Toyota Corolla WRC della scuderia Toyota Team Saudi Arabia.

## Dati della prova
| Denominazione ufficiale             | Rallye Catalunya - Costa Brava |
| Edizione N°                         | 36 |
| Tappa N°                            | 5 di 14 |
| Data manifestazione                 | da venerdì 31/03/2000 a domenica 02/04/2000                                                                                       |
| Sede ospitante                      | Lloret de Mar (provincia di Girona, Catalogna)                                                                                    |
| Sedi del parco assistenza           | Prima e terza frazione: Manlleu (provincia di Barcellona, Catalogna). Seconda frazione: Reus (provincia di Tarragona, Catalogna). |
| Superficie                          | Asfalto |
| Iscritti                            | 95 |
| Partiti                             | 91 |
| Arrivati                            | 55 (60,4%) |
| Prove speciali                      | 15 |
| Prova più breve                     | 10,66 km (PS3 e PS6: Coll de Santigosa)                                                                                           |
| Prova più lunga                     | 45,88 km (PS7 e PS9: Gratallops - Escaladei)                                                                                      |
| Prova più lenta                     | velocità media di 81,13 km/h (PS4: La Trona 2)                                                                                    |
| Prova più veloce                    | velocità media di 98,63 km/h (PS10: Coll Roig)                                                                                    |
| Lunghezza prove speciali            | 383,09 km (20,4% della distanza totale)                                                                                           |
| Lunghezza complessiva trasferimenti | 1491,61 km |
| Distanza totale                     | 1874,70 km |

## Itinerario
| Frazione            | Prova  | Ora    | Nome                          | Partenza                      | Arrivo                        | Lunghezza | Totale    |
| ------------------- | ------ | ------ | ----------------------------- | ----------------------------- | ----------------------------- | --------- | --------- |
| Frazione 1 (31 mar) |        | 09:20  | Assistenza – Manlleu (10 min) | Assistenza – Manlleu (10 min) | Assistenza – Manlleu (10 min) | –         | 91,06 km  |
| Frazione 1 (31 mar) | PS1    | 09:57  | La Trona 1                    | Sant Hipòlit de Voltregà      | Sant Boi de Lluçanès          | 12,88 km  | 91,06 km  |
| Frazione 1 (31 mar) | PS2    | 10:32  | Alpens - les Llosses 1        | Alpens                        | Les Llosses                   | 21,99 km  | 91,06 km  |
| Frazione 1 (31 mar) | PS3    | 11:30  | Coll de Santigosa 1           | Sant Joan de les Abadesses    | La Vall de Bianya             | 10,66 km  | 91,06 km  |
| Frazione 1 (31 mar) |        | 13:16  | Assistenza – Manlleu (20 min) | Assistenza – Manlleu (20 min) | Assistenza – Manlleu (20 min) | –         | 91,06 km  |
| Frazione 1 (31 mar) | PS4    | 14:03  | La Trona 1                    | Sant Hipòlit de Voltregà      | Sant Boi de Lluçanès          | 12,88 km  | 91,06 km  |
| Frazione 1 (31 mar) | PS5    | 14:38  | Alpens - les Llosses 1        | Alpens                        | Les Llosses                   | 21,99 km  | 91,06 km  |
| Frazione 1 (31 mar) | PS6    | 15:36  | Coll de Santigosa 1           | Sant Joan de les Abadesses    | La Vall de Bianya             | 10,66 km  | 91,06 km  |
| Frazione 1 (31 mar) |        | 16:52  | Assistenza – Manlleu (45 min) | Assistenza – Manlleu (45 min) | Assistenza – Manlleu (45 min) | –         | 91,06 km  |
|                     |        |        |                               |                               |                               |           |           |
| Frazione 2 (1º apr) |        | 07:10  | Assistenza – Reus (10 min)    | Assistenza – Reus (10 min)    | Assistenza – Reus (10 min)    | –         | 181,65 km |
| Frazione 2 (1º apr) | PS7    | 08:28  | Gratallops - Escaladei 1      | Gratallops                    | Torroja del Priorat           | 45,88 km  | 181,65 km |
| Frazione 2 (1º apr) |        | 10:13  | Assistenza – Reus (20 min)    | Assistenza – Reus (20 min)    | Assistenza – Reus (20 min)    | –         | 181,65 km |
| Frazione 2 (1º apr) | PS8    | 11:05  | La Riba 1                     | Vilaplana                     | La Riba                       | 36,16 km  | 181,65 km |
| Frazione 2 (1º apr) |        | 12:38  | Assistenza – Reus (20 min)    | Assistenza – Reus (20 min)    | Assistenza – Reus (20 min)    | –         | 181,65 km |
| Frazione 2 (1º apr) | PS9    | 14:03  | Gratallops - Escaladei 2      | Gratallops                    | Torroja del Priorat           | 45,88 km  | 181,65 km |
| Frazione 2 (1º apr) |        | 15:51  | Assistenza – Reus (20 min)    | Assistenza – Reus (20 min)    | Assistenza – Reus (20 min)    | –         | 181,65 km |
| Frazione 2 (1º apr) | PS10   | 16:54  | Coll Roig                     | Vilanova d'Escornalbou        | Pradell de la Teixeta         | 17,57 km  | 181,65 km |
| Frazione 2 (1º apr) | PS11   | 17:45  | La Riba 2                     | Vilaplana                     | La Riba                       | 36,16 km  | 181,65 km |
| Frazione 2 (1º apr) |        | 19:00  | Assistenza – Reus (45 min)    | Assistenza – Reus (45 min)    | Assistenza – Reus (45 min)    | –         | 181,65 km |
|                     |        |        |                               |                               |                               |           |           |
| Frazione 3 (2 apr)  |        | 07:35  | Assistenza – Manlleu (10 min) | Assistenza – Manlleu (10 min) | Assistenza – Manlleu (10 min) | –         | 110,38 km |
| Frazione 3 (2 apr)  | PS12   | 08:18  | St Julia - Arbucies 1         | Sant Julià de Vilatorta       | Arbúcies                      | 36,85 km  | 110,38 km |
| Frazione 3 (2 apr)  | PS13   | 10:11  | Coll de Bracons 1             | Sant Pere de Torelló          | La Vall d'en Bas              | 18,34 km  | 110,38 km |
| Frazione 3 (2 apr)  |        | 11:20  | Assistenza – Manlleu (20 min) | Assistenza – Manlleu (20 min) | Assistenza – Manlleu (20 min) | –         | 110,38 km |
| Frazione 3 (2 apr)  | PS14   | 12:13  | St Julia - Arbucies 2         | Sant Julià de Vilatorta       | Arbúcies                      | 36,85 km  | 110,38 km |
| Frazione 3 (2 apr)  | PS15   | 14:06  | Coll de Bracons 2             | Sant Pere de Torelló          | La Vall d'en Bas              | 18,34 km  | 110,38 km |
| Frazione 3 (2 apr)  |        | 14:45  | Assistenza – Manlleu (10 min) | Assistenza – Manlleu (10 min) | Assistenza – Manlleu (10 min) | –         | 110,38 km |
| Totale              | Totale | Totale | Totale                        | Totale                        | Totale                        | Totale    | 383,09 km |

## Risultati

### Classifica
| Pos.                                        | Nº       | Pilota             | Co-pilota          | Auto                         | Squadra                      | Classe    | Tempo     | Distacco | Punti    |
| Generale                                    | Generale | Generale           | Generale           | Generale                     | Generale                     | Generale  | Generale  | Generale | Generale |
| ------------------------------------------- | -------- | ------------------ | ------------------ | ---------------------------- | ---------------------------- | --------- | --------- | -------- | -------- |
| 1.                                          | 5        | Colin McRae        | Nicky Grist        | Ford Focus WRC 00            | Ford Martini                 | WRC       | 4h07'13"0 | –        | 10       |
| 2.                                          | 3        | Richard Burns      | Robert Reid        | Subaru Impreza WRC2000       | Subaru World Rally Team      | WRC       | 4h07'18"9 | +5"9     | 6        |
| 3.                                          | 6        | Carlos Sainz       | Luis Moya          | Ford Focus WRC 00            | Ford Martini                 | WRC       | 4h07'24"7 | +11"7    | 4        |
| 4.                                          | 1        | Tommi Mäkinen      | Risto Mannisenmäki | Mitsubishi Lancer Evo VI     | Marlboro Mitsubishi Ralliart | WRC       | 4h07'53"2 | +40"2    | 3        |
| 5.                                          | 16       | Marcus Grönholm    | Timo Rautiainen    | Peugeot 206 WRC (2000)       | Peugeot Esso                 | WRC       | 4h09'04"7 | +1'51"7  | 2        |
| 6.                                          | 10       | Gilles Panizzi     | Hervé Panizzi      | Peugeot 206 WRC (2000)       | Peugeot Esso                 | WRC       | 4h09'23"9 | +2'10"9  | 1        |
| 7.                                          | 9        | François Delecour  | Daniel Grataloup   | Peugeot 206 WRC (2000)       | Peugeot Esso                 | WRC       | 4h10'49"4 | +3'36"4  | -        |
| 8.                                          | 2        | Freddy Loix        | Sven Smeets        | Mitsubishi Carisma GT Evo VI | Marlboro Mitsubishi Ralliart | WRC       | 4h11'25"5 | +4'12"5  | -        |
| 9.                                          | 20       | Andrea Navarra     | Simona Fedeli      | Toyota Corolla WRC           | H.F. Grifone SRL             | WRC       | 4h12'18"4 | +5'05"4  | -        |
| 10.                                         | 23       | Markko Märtin      | Michael Park       | Toyota Corolla WRC           | Lukoil EOS Rally Team        | WRC       | 4h12'42"0 | +5'29"0  | -        |
| Campionato del mondo per vetture Produzione |          |                    |                    |                              |                              |           |           |          |          |
| 1. (17.)                                    | 32       | Uwe Nittel         | Detlef Ruf         | Mitsubishi Lancer Evo VI     | -                            | N4 / PWRC | 4h26'10"7 | –        | 10       |
| 2. (18.)                                    | 30       | Gustavo Trelles    | Jorge del Buono    | Mitsubishi Lancer Evo VI     | -                            | N4 / PWRC | 4h27'33"7 | +1'23"0  | 6        |
| 3. (19.)                                    | 31       | Manfred Stohl      | Peter Müller       | Mitsubishi Lancer Evo VI     | -                            | N4 / PWRC | 4h30'39"4 | +4'28"7  | 4        |
| 4. (20.)                                    | 36       | Miguel Campos      | Carlos Magalhães   | Mitsubishi Carisma GT Evo VI | Mitsubishi Galp              | N4 / PWRC | 4h31'06"6 | +4'55"9  | 3        |
| 5. (21.)                                    | 64       | Claudio Menzi      | Edgardo Galindo    | Mitsubishi Lancer Evo VI     | -                            | N4 / PWRC | 4h32'10"6 | +5'59"9  | 2        |
| 6. (22.)                                    | 35       | Jani Paasonen      | Jakke Honkanen     | Mitsubishi Carisma GT Evo VI | Mitsubishi Ralliart Finland  | N4 / PWRC | 4h32'20"9 | +6'10"2  | 1        |
| Coppa FIA squadre                           |          |                    |                    |                              |                              |           |           |          |          |
| 1. (15.)                                    | 24       | Abdullah Bakhashab | Bobby Willis       | Toyota Corolla WRC           | Toyota Team Saudi Arabia     | WRC / TC  | 4h23'52"2 | –        | 10       |
| 2. (16.)                                    | 25       | Toshihiro Arai     | Roger Freeman      | Subaru Impreza WRC99         | Spike Subaru Team            | WRC / TC  | 4h24'08"4 | +16"2    | 6        |

| Principali ritiri | Principali ritiri | Principali ritiri | Principali ritiri | Principali ritiri      | Principali ritiri       | Principali ritiri | Principali ritiri | Principali ritiri |
| PS                | Nº                | Pilota            | Co-pilota         | Auto                   | Squadra                 | Classe            | Causa             | Pos.              |
| ----------------- | ----------------- | ----------------- | ----------------- | ---------------------- | ----------------------- | ----------------- | ----------------- | ----------------- |
| PS 9              | 15                | Alister McRae     | David Senior      | Hyundai Accent WRC     | Hyundai Castrol WRT     | WRC               | Motore            | 27º               |
| PS 11             | 8                 | Toni Gardemeister | Paavo Lukander    | SEAT Córdoba WRC Evo2  | SEAT Sport              | WRC               | Incidente         | 13º               |
| PS 12             | 4                 | Juha Kankkunen    | Juha Repo         | Subaru Impreza WRC2000 | Subaru World Rally Team | WRC               | Rottura meccanica | 22º               |
| PS 13             | 21                | Andrea Dallavilla | Danilo Fappani    | Subaru Impreza WRC99   | Procar Rally Team       | WRC               | Rottura meccanica | 14º               |
| PS 14             | 12                | Luis Climent      | Álex Romaní       | Škoda Octavia WRC      | Škoda Motorsport        | WRC               | Incidente         | 14º               |

Legenda
| Icona | Classe                                                                                  |
| ----- | --------------------------------------------------------------------------------------- |
| WRC   | Equipaggio che può conquistare punti per il campionato costruttori WRC                  |
| WRC   | Equipaggio di classe A8 che non può conquistare punti per il campionato costruttori WRC |
| PWRC  | Equipaggio registrato al campionato PWRC                                                |
| TC    | Equipaggio registrato alla Coppa FIA squadre                                            |
|       | Ulteriori classificazioni                                                               |

### Prove speciali

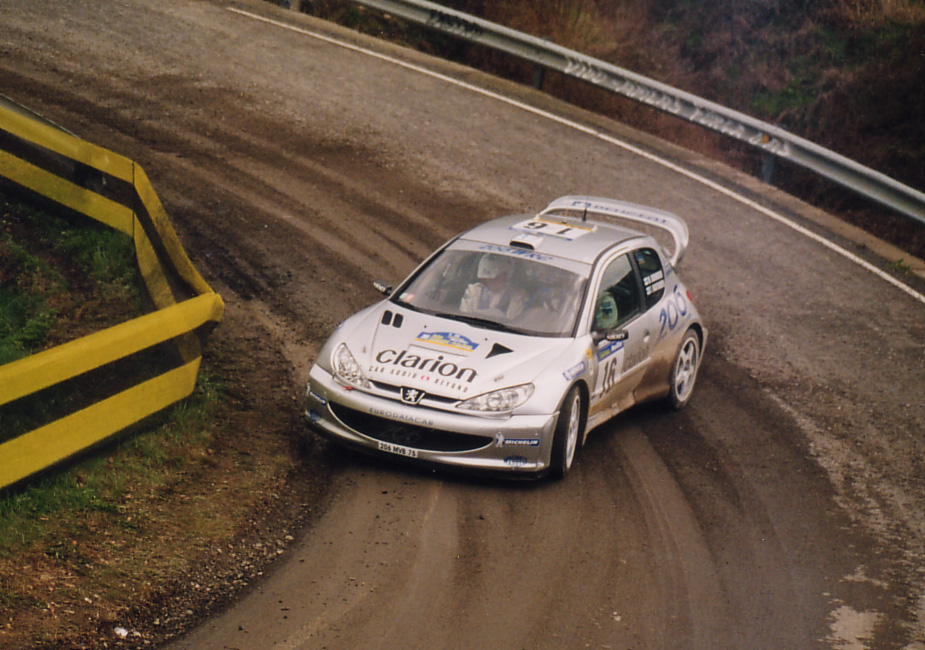
Marcus Grönholm e Timo Rautiainen in azione durante una prova speciale

| Frazione            | Prova | Ora   | Nome                     | Lunghezza | Vincitori                        | Tempo   | Leader del rally          |
| ------------------- | ----- | ----- | ------------------------ | --------- | -------------------------------- | ------- | ------------------------- |
| Frazione 1 (31 Mar) | PS1   | 09:57 | La Trona 1               | 12,88 km  | Richard Burns Robert Reid        | 9'07"3  | Richard Burns Robert Reid |
| Frazione 1 (31 Mar) | PS2   | 10:32 | Alpens - Les Llosses 1   | 21,99 km  | Richard Burns Robert Reid        | 14'30"3 | Richard Burns Robert Reid |
| Frazione 1 (31 Mar) | PS3   | 11:30 | Coll de Santigosa 1      | 10,66 km  | Carlos Sainz Luis Moya           | 7'07"6  | Richard Burns Robert Reid |
| Frazione 1 (31 Mar) | PS4   | 13:20 | La Trona 2               | 12,88 km  | Richard Burns Robert Reid        | 9'31"5  | Richard Burns Robert Reid |
| Frazione 1 (31 Mar) | PS5   | 14:38 | Alpens - Les Llosses 2   | 21,99 km  | Armin Schwarz Manfred Hiemer     | 15'00"8 | Richard Burns Robert Reid |
| Frazione 1 (31 Mar) | PS6   | 15:36 | Coll de Santigosa 2      | 10,66 km  | Colin McRae Nicky Grist          | 7'08"6  | Richard Burns Robert Reid |
|                     |       |       |                          |           |                                  |         |                           |
| Frazione 2 (1º Apr) | PS7   | 08:28 | Gratallops - Escaladei 1 | 48,88 km  | Colin McRae Nicky Grist          | 29'00"2 | Colin McRae Nicky Grist   |
| Frazione 2 (1º Apr) | PS8   | 11:05 | La Riba 1                | 36,16 km  | Tommi Mäkinen Risto Mannisenmäki | 22'36"4 | Colin McRae Nicky Grist   |
| Frazione 2 (1º Apr) | PS9   | 14:03 | Gratallops - Escaladei 2 | 48,88 km  | Colin McRae Nicky Grist          | 29'04"1 | Colin McRae Nicky Grist   |
| Frazione 2 (1º Apr) | PS10  | 16:54 | Coll Roig                | 17,57 km  | Carlos Sainz Luis Moya           | 10'41"3 | Colin McRae Nicky Grist   |
| Frazione 2 (1º Apr) | PS11  | 12:59 | La Riba 2                | 36,16 km  | Carlos Sainz Luis Moya           | 22'41"0 | Colin McRae Nicky Grist   |
|                     |       |       |                          |           |                                  |         | Colin McRae Nicky Grist   |
| Frazione 3 (2 Apr)  | PS12  | 08:18 | St Julia - Arbucies 1    | 36,85 km  | Colin McRae Nicky Grist          | 22'46"0 | Colin McRae Nicky Grist   |
| Frazione 3 (2 Apr)  | PS13  | 10:11 | Coll de Bracons 1        | 18,34 km  | Tommi Mäkinen Risto Mannisenmäki | 12'03"7 | Colin McRae Nicky Grist   |
| Frazione 3 (2 Apr)  | PS14  | 12:13 | St Julia - Arbucies 2    | 36,85 km  | Colin McRae Nicky Grist          | 22'43"1 | Colin McRae Nicky Grist   |
| Frazione 3 (2 Apr)  | PS15  | 14:06 | Coll de Bracons 2        | 18,34 km  | Marcus Grönholm Timo Rautiainen  | 12'09"3 | Colin McRae Nicky Grist   |

## Classifiche mondiali
Classifica piloti
| Pos. | Pos. | Pilota            | Punti |
| ---- | ---- | ----------------- | ----- |
| 1    |      | Richard Burns     | 28    |
| 2    | 1    | Tommi Mäkinen     | 19    |
| 3    | 1    | Marcus Grönholm   | 18    |
| 4    |      | Carlos Sainz      | 17    |
| 5    | 2    | Colin McRae       | 14    |
| 6    | 1    | Juha Kankkunen    | 11    |
| 7    | 1    | Didier Auriol     | 4     |
| 8    |      | Toni Gardemeister | 3     |
| 9    |      | Harri Rovanperä   | 3     |
| 10   |      | Thomas Rådström   | 3     |
| 11   |      | François Delecour | 2     |
| 12   |      | Bruno Thiry       | 2     |
| 12   |      | Petter Solberg    | 2     |
| 14   |      | Freddy Loix       | 2     |
| 15   |      | Toshihiro Arai    | 1     |
| 16   | N    | Gilles Panizzi    | 1     |

Classifica costruttori WRC
| Pos. | Pos. | Squadra                      | Punti |
| ---- | ---- | ---------------------------- | ----- |
| 1    |      | Subaru World Rally Team      | 41    |
| 2    | 2    | Ford Martini                 | 31    |
| 3    | 1    | Marlboro Mitsubishi Ralliart | 23    |
| 4    | 1    | Peugeot Esso                 | 23    |
| 5    |      | SEAT Sport                   | 7     |
| 6    |      | Škoda World Rally Team       | 5     |